# Despenalización de la homosexualidad en Uruguay
La despenalización de la homosexualidad en Uruguay se formalizó en 1934 mediante la promulgación de la Ley 9414, que incluyó un nuevo Código Penal. Esta ley estableció una edad de consentimiento igual para todas las personas, independientemente de su orientación sexual o identidad de género, marcando así el fin de la persecución legal basada en la orientación sexual y representando un importante avance hacia la igualdad y la no discriminación a nivel nacional.

## Historia

### Antecedentes
En 1889, Uruguay promulgó su Código Penal, el cual contenía el artículo 278, que establecía la criminalización de la sodomía y condenaba a prisión por un período de cuatro a seis años a quienes participaran en relaciones homosexuales. Este artículo marcó un periodo de criminalización legal basada en la orientación sexual en el país, imponiendo duras sanciones a quienes mantenían relaciones consensuadas entre personas del mismo sexo.
El artículo reza lo siguiente:

TITULO OCTAVO
DELITOS CONTRA LAS BUENAS COSTUMBRES Y EL ORDEN DE LA FAMILIA
SECCION PRIMERA
De la violación y del ultraje al pudor
ARTÍCULO 278
El delito de sodomía, será castigado con penitenciaría de cuatro á seis años.

### Despenalización
El 29 de junio de 1934, fue promulgado el Código Penal de Uruguay mediante la Ley 9414, el cual no penaliza la homosexualidad ni menciona relaciones homosexuales. En su lugar, se concentra en delitos relacionados con la moral sexual y el comportamiento sexual en general, como la edad de consentimiento, la coerción sexual y la exhibición pública de actos sexuales, aplicando estas leyes a personas de cualquier género y orientación sexual; así lo establecen los artículos del “Título X - De los delitos contra las buenas costumbres”.